# Richard Henderson
Richard Henderson, född 19 juli 1945 i Edinburgh, är en brittisk (skotsk) molekylärbiolog och biofysiker och pionjär inom området elektronmikroskopi av biologiska molekyler. Han fick 2017 års Nobelpris i kemi tillsammans med Jacques Dubochet och Joachim Frank.